# Kody pocztowe w Polsce

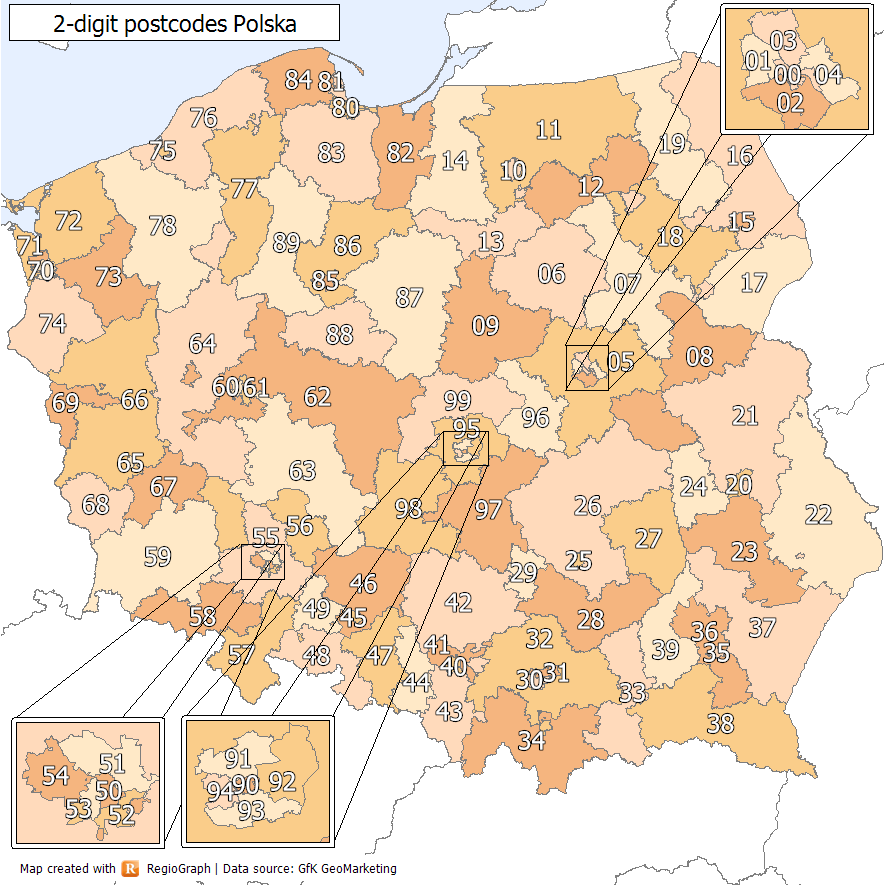
Mapa kodów pocztowych w Polsce

Kody pocztowe w Polsce – usystematyzowane ciągi cyfr, pozwalające na sortowanie przesyłek pocztowych, obowiązujące na terenie Rzeczpospolitej Polskiej. 
Polski kod pocztowy ma format dd-ddd (d oznacza cyfrę) i umieszcza się go z lewej strony nazwy miejscowości lub nazwy placówki. Konkretny kod pocztowy może być przypisany do konkretnej miejscowości (nie dotyczy tzw. miast wydzielonych), jej części lub do danej placówki pocztowej. Kod pocztowy wbrew powszechnej opinii nie jest przypisany do danego regionu czy gminy, aczkolwiek kilka miejscowości może mieć nadany ten sam kod pocztowy.
Obecność w danej miejscowości placówki pocztowej nie decyduje o jej kodzie pocztowym. Kod pocztowy miejscowości i placówki pocztowej to dwa osobne kody pocztowe, nawet jeśli są takie same. Kody pocztowe miejscowości wymienione są w rozdziale 1 Spisu PNA, a kody placówek pocztowych w rozdziale 3.
Kody pocztowe w przypadku tzw. miast wydzielonych mogą być przydzielone do poszczególnych ulic, ich części, a także konkretnej strony ulicy, ale nigdy do danej miejscowości. Miasta wydzielone nie mają własnych kodów pocztowych (jako całe miasto).
Baza kodów pocztowych tworzona jest na podstawie bazy TERYT i uwzględnia wszystkie miejscowości podstawowe w Polsce. Systemem zarządza Poczta Polska.

## Historia kodów pocztowych
W Polsce system kodów pocztowych (Pocztowe Numery Adresowe – PNA) wprowadzono 1 stycznia 1973 na mocy zarządzenia nr 89 Ministra Łączności z 17 listopada 1972 w sprawie wprowadzenia pocztowych numerów adresowych i zmiany Ordynacji pocztowej.
Przed wejściem w życie 1 stycznia 2013 ustawy Prawo pocztowe, cały PNA był przypisany albo do obszaru obsługiwanego przez urząd pocztowy, któremu nadano taki sam kod, albo, w tzw. miastach wydzielonych, do poszczególnych ulic i domów. Wówczas likwidując urzędy pocztowe lub zmieniając ich obszar działania, zmieniano kod pocztowy miejscowości. Po wejściu ustawy Prawo pocztowe, opublikowano kody PNA przypisane do danej miejscowości lub ich części. Nie dokonuje się już zmian kodów spowodowanych reorganizacją obszarów działania placówek Poczty Polskiej.
Celem wprowadzenia PNA było:
- uproszczenie procesu dzielenia przesyłek pocztowych, przez to wzrost wydajności pracy osób sortujących,
- umożliwienie zatrudnienia przy rozdziale przesyłek pracowników nieznających geografii pocztowej.

## Znaczenie poszczególnych cyfr
Pierwsza – okręg kodowy – określa okręg pocztowy (obszar działania dawnej DOP). W momencie wprowadzenia PNA były to ówczesne jedno lub dwa województwa.
Podział oznaczeń okręgów kodowych ustalono w 1972 od Warszawy, w przybliżeniu zgodnie z kierunkiem ruchu wskazówek zegara i tak:
- 0 – okręg warszawski (woj. warszawskie)
- 1 – okręg olsztyński (woj. olsztyńskie i białostockie)
- 2 – okręg lubelski (woj. lubelskie i kieleckie)
- 3 – okręg krakowski (woj. krakowskie i rzeszowskie)
- 4 – okręg katowicki (woj. katowickie i opolskie)
- 5 – okręg wrocławski (woj. wrocławskie)
- 6 – okręg poznański (woj. poznańskie i zielonogórskie)
- 7 – okręg szczeciński (woj. szczecińskie i koszalińskie)
- 8 – okręg gdański (woj. gdańskie i bydgoskie)
- 9 – okręg łódzki (woj. łódzkie)

Druga – strefa kodowa – wskazuje część okręgu którym jest określony obszar położony wzdłuż linii komunikacyjnych lub miasto wojewódzkie.
Dla miast wojewódzkich wg podziału administracyjnego z 1972 r. (w ich ówczesnych granicach) przydzielono od jednej do pięciu kombinacji cyfr strefowych i tak:
- 00–04 – Warszawa (kod 05-XXX mają powiaty wokół Warszawy, ale poza granicami administracyjnymi stolicy)
- 10 – Olsztyn
- 15 – Białystok
- 20 – Lublin
- 25 – Kielce
- 30–31 – Kraków
- 35 – Rzeszów
- 40 – Katowice
- 45 – Opole
- 50–54 – Wrocław
- 60–61 – Poznań
- 65 – Zielona Góra
- 70–71 – Szczecin
- 75 – Koszalin
- 80 – Gdańsk
- 85 – Bydgoszcz
- 90–94 – Łódź

Trzecia – sektor kodowy – obejmuje obszar podległy rozdzielni sektorowej (dawne powiaty), a w dziewiętnastu największych miastach umowne części miast. W związku z likwidacją urzędów sektorowych, nazwa ta ma charakter historyczny, a trzecia cyfra kodu pozostanie wyróżnikiem określającym pewien obszar pocztowy. Cyfra 9 z pewnymi wyjątkami zarezerwowana jest dla placówek Poczty Polskiej oraz skrytek pocztowych.
Niektóre większe miasta powiatowe (będące powiatami miejskimi) stanowią sektory kodowe, w skład których nie wchodzą okoliczne gminy, np.:
- 26-6XX – Radom (w wyniku wprowadzonej zmiany kody zostały przypisane poszczególnym ulicom oraz osobno placówkom pocztowym; Radom jest więc kodowo tzw. miastem wydzielonym)

- 81-8XX – Sopot

Czwarta i piąta (czytane łącznie) wskazują placówkę pocztową i jej obszar działania, a w 19 największych miastach jednostkę doręczeniową.
Istnieją też odbiorcy mający osobny kod pocztowy, np.
- 00-919 – Narodowy Bank Polski
- 00-977 – Polskie Radio SA
- 00-999 – Telewizja Polska SA.

Oprócz swojego kodu pocztowego, każdy urząd pocztowy może mieć również PNA wydzielony dla skrytek pocztowych. I tak Urząd Pocztowy Warszawa 1, który ma w adresie PNA 00-001, dla funkcjonujących w nim skrytek pocztowych ma PNA 00-950.

## Spisy oznaczeń kodowych
Celem umożliwienia poprawnego podawania i korzystania z kodowych oznaczeń, zostały opracowane dwa spisy:
Alfabetyczny – przeznaczony głównie dla klientów poczty, podający nazwę placówki pocztowej i jej numer kodowy, bądź ulicę w dużym mieście i jej jednostkę doręczeniową.
Składa się z trzech części:
- I – zawiera listę tych miejscowości w Polsce, w których istnieje przynajmniej jeden urząd pocztowy wraz z przypisanym kodem pocztowym
- II – zawiera wykazy urzędów pocztowych w tych miejscowościach, w których istnieje więcej niż jeden urząd pocztowy oraz wykazy odbiorców, którym przypisano osobny kod pocztowy
- III – obejmuje 21 największych miast i zawiera następujące informacje:
  - listę urzędów pocztowych i odbiorców, ich adresy oraz przypisane do nich kody pocztowe
  - listę ulic (część z nich z podziałem na odcinki) i przypisanych do nich kodów pocztowych

Numeryczny – dla użytku wewnętrznego, głównie dla konstruktorów komunikacji pocztowej – podający nazwę placówek pocztowych ułożone według kolejności numerów w okręgu, strefie i sektorze

## Wzory adresowania

### Wzór adresowania
Janina Nowak
ul. Cicha 132 m. 16
62-200 GNIEZNO

### Wzór adresowania dla miejscowości bez wyodrębnionych ulic
Jan Nowak
Mnichowo 132
62-200 MNICHOWO
W powyższym przykładzie błędne byłoby podanie kodu z miejscowością poczty tj. „62-200 GNIEZNO”. Przy kodzie pocztowym należy zawsze podawać miejscowość docelową, mimo używania kodu zbiorczego.

### Wzór adresowania na skrytkę
Jan Kowalski
skr. poczt. nr 1
00-950 WARSZAWA 1 (lub: 00-950 UP WARSZAWA 1)

### Wzór adresowania naPoste restante
Jan Kowalski
Poste Restante
00-001 WARSZAWA 1 (lub: 00-001 UP WARSZAWA 1)